# Альфонсодоро
Альфонсодоро (исп. alfonso d'oro) — золотая монета Испании номиналом в 25 песет с изображением короля Альфонсо XII. Вес монеты составлял 8,06 г золота 900 пробы, или 7,2585 г чистого золота. Кроме 25 песет во время правления Альфонсо XII чеканили также золотые 10 и 20 песет. Испания входила в Латинский монетный союз целью которого являлась унификация денежных единиц различных государств. Золотые 10 и 20 песет в описываемое время были эквивалентными по своим весовым характеристикам и составу 10 и 20 французским, бельгийским и швейцарским франкам, греческим драхмам, итальянским лирам, сербским динарам и денежным единицам других стран. Из всех членов Латинского валютного союза лишь Испания чеканила монеты номиналом в 25 песет. Огромные тиражи и нестандартные характеристики и обусловили появление соответствующего свойственного данной монете обозначения.

## Монетные типы и тираж
На аверсе монеты изображён король Альфонсо XII, обозначение года и круговую надпись «ALFONSO XII POR LA G. DE DIOS» (Альфонс XII милостью Божией). Реверс содержит герб королевства, год выпуска, круговую надпись «REY CONST. DE ESPAÑA» (конституционный монарх Испании), а также буквы, обозначающих ответственных за выпуск монеты служащих. На монетах разных годов расположены монограммы «DE M», «EM M» и «MS M». D является первой буквой фамилии Diaz, E — Escosura, M — Morejón, S — Sala, вторая М — Mendoza.
За 11 лет выпуска выпускали 2 монетных типа монеты. Они отличаются портретом монарха. На монетах разных годов также разнится сочетание букв, обозначающих официальных лиц монетного двора. За всё время выпуска было отчеканено более 37 млн альфонсодоро.
| Изображение | Год  | Монограмма | Тираж     |
| ----------- | ---- | ---------- | --------- |
|             | 1876 | DE M       | 1 281 000 |
| 1877        | DE M | 10 048 000 |           |
| 1878        | DE M | 5 192 000  |           |
| 1878        | EM M | 3 000 000  |           |
| 1879        | EM M | 3 478 000  |           |
| 1880        | MS M | 6 863 000  |           |
|             | 1881 | MS M       | 4 366 000 |
| 1882        | MS M | 414 000    |           |
| 1883        | MS M | 669 000    |           |
| 1884        | MS M | 1 033 000  |           |
| 1885        | MS M | 503 000    |           |
| 1886        | MS M | 491 000    |           |